# Stäublingskäfer
Die Stäublingskäfer (Endomychidae) sind eine Familie der Käfer.

## Merkmale
Die Käfer werden zwischen einem bis 7,5 Millimeter lang und haben ovale bis längliche Körper, wobei dieser zum Teil stark nach oben gewölbt ist. Die Oberfläche ihres chitinisierten Körpers kann sehr unterschiedlich sein. Entweder sie sind stark oder leicht flaumig behaart oder unbehaart, es gibt aber auch Arten, die hart und dunkel beborstet sind, wobei die Bandbreite ebenfalls von stark bis unbeborstet reicht. Zusätzlich ist bei manchen dieser Arten der Körper beschuppt. Der Halsschild ist an der breitesten Stelle, direkt an der Grenze zum Hinterleib, nur geringfügig schmaler als dieser. Ihre Fühler haben acht bis elf Glieder, nur Arten der Gattung Trochoideus haben vier Glieder. Die Länge der Fühler variiert von kurz bis maximal körperlang, wobei an ihrem Ende ein bis drei Segmente zu einer Keule verdickt sind. Die Beine haben entweder alle vier, gleich lange Tarsen, oder sie haben zwar alle vier, von denen aber das dritte Glied verkürzt ist und vom zweiten Tarsenglied überlappt wird, oder alle Beine haben drei Tarsenglieder. Die Glieder sind doppellappig. Die Käfer haben entweder gut entwickelte, verkümmerte oder gar keine Flügel, wobei sie am Hinterrand gefranst oder ungefranst sein können.
Die Stäublingskäfer bilden eine sehr verschiedengestaltige Familie, wobei einige Arten mit den nahe verwandten Marienkäfern (Coccinellidae) verwechselt werden können. Die Unterscheidungsmerkmale zu den Marienkäfern sind deren schlauchförmig verlängerte, gekrümmte Teil des männlichen Geschlechtsorgans (Sipho), das Fehlen der Brücke des Tentoriums, einer Skelettstruktur im Kopf und deren kürzere Fühler, die am Ende deutlicher keulenförmig erweitert sind.

## Lebensweise
Sowohl die Imagines als auch die Larven leben mycetophag von Pilzen und Schimmelpilzen. Sie leben in verrottenden Pflanzen, Holz oder in den Fruchtkörpern von Pilzen.

## Systematik
In Europa sind die Stäublingskäfer mit 75 Arten und Unterarten vertreten, die sich in acht Unterfamilien aufteilen.

### Unterfamilie Anamorphinae
- Aclemmysa
- Clemmus
- Mychothenus
- Symbiotes

### Unterfamilie Endomychinae
- Endomychus
  - Scharlachroter Stäublingskäfer (Endomychus coccineus)

### Unterfamilie Holoparamecinae
- Holoparamecus

### Unterfamilie Leiestinae
- Leiestes

### Unterfamilie Lycoperdininae
- Ancylopus
- Dapsa
- Hylaia
- Lycoperdina
- Mycetina
  - Kreuzbinden-Pilzkäfer (Mycetina cruciata)
- Polymus

### Unterfamilie Merophysiinae
- Cholovocera
- Displotera
- Merophysia
- Reitteria

### Unterfamilie Mycetaeinae
- Agaricophilus
- Mycetaea
  - Behaarter Stäublingskäfer (Mycetaea subterranea)

### Unterfamilie Pleganophorinae
- Pleganophorus